# Marcelo Miguel
Marcelo Miguel (ur. 20 sierpnia 1975) – brazylijski piłkarz występujący na pozycji obrońcy.

## Kariera klubowa
Od 1992 do 2006 roku występował w klubach Guarani FC, Shimizu S-Pulse, Portuguesa, Goiás EC, Joel Malucelli, Avaí FC, União Madeira, Mogi Mirim, União Barbarense i Caxias.